# Ponte Gimpo
A Ponte Gimpo é uma ponte sobre o rio Han, na Coreia do Sul, e liga as cidades de Gimpo e Goyang. Esta ponte é parte da Seoul Ring Expressway.